# Культури сорому та провини
Терміни «культура сорому» та «культура провини» належать до антропологічних концепцій, які диференціюють культури відповідно до того, як вони використовують зовнішні (сором) або внутрішні (провина) інстанції для реагування на неправомірну поведінку та вирішення конфліктів. Протиставлення культури сорому, яку переважно приписують Близькому і Далекому Сходу, і культури провини, яку приписують частинам Західного світу, було запроваджене Рут Бенедикт.
Порівняльне культурне дослідження Рут Бенедикт «Хризантема і меч» (1946) запровадило розрізнення між «культурами провини та сорому» в академічну дискусію в соціальних дослідженнях середини 20 століття. Бенедикт спиралася на попередню роботу Маргарет Мід (1937), яка в першу чергу передбачала характеристику форм взаємодії в специфічних для кожної культури процесах соціалізації та індивідуалізації. У 1951 році оксфордський класичний філолог Ерік Робертсон Доддс (англ. Eric Robertson Dodds), посилаючись на роботу Бенедикт, розрізняв (давньогрецьку) культуру сорому і (ранньохристиянську) культуру провини.

## Культурна атрибуція провини та сорому
Бенедикт, американський етнолог і представник культурного релятивізму, у своєму дослідженні японської культури після Тихоокеанської війни 1946 року «Хризантема і меч» (англ. The Chrysanthemum and the Sword) помістила японську культуру в рамки так званої культури сорому. За її словами, культура сорому ґрунтується на зовнішній інстанції, яка санкціонує неправомірну поведінку. Сором виникає як реакція на критику або викриття ззовні. На противагу цьому, в культурі провини ця інстанція може бути інтерналізована. Почуття провини виникає у власному «я», яке поділяється на авторитет, що судить, і винного. Ерік Робертсон Доддс розглянув цю відмінність у своєму дослідженні 1951 року «Греки та ірраціональне» (англ. The Greeks and the Irrational), присвяченому давньогрецькій культурі.
Новіші дослідження також поділяють сучасні культури на культури сорому і культури провини. Сучасні культури країн східного Середземномор'я, а також Японії та Китаю часто вважають культурами сорому, тоді як США, Великобританію та інші країни, що перебувають під впливом протестантизму, відносять до культур провини. Західна «модель» усвідомлення провини протиставляється східному «почуттю сорому» як культурно конститутивній «моделі» управління конфліктами. У «західному» мисленні дискурс провини слідує за порушенням чинної моральної заповіді. У випадку порушення чинної моральної заповіді або чинного законодавства, особа вважається винною, якщо вона знала або повинна була знати про заповідь або закон, і якщо в її владі було дотриматися заповіді або закону. У моральному і правовому контекстах звинувачення у вині вважається важливою передумовою для покладання відповідальності, а також для оцінки дій, наприклад, через похвалу, докір, винагороду чи покарання.
За словами літературознавиці та культурологині Клаудії Бентьєн (нім. Claudia Benthien), різниця між культурами провини та сорому полягає в тому, чи можна впоратися з афектом за допомогою сповіді, покаяння або накладених санкцій. Це можливо в культурі провини, але не в культурі сорому. Тому втрата обличчя була незворотною в стародавній Японії. Гомерівський архаїчний період також був культурою сорому, «яка була трансформована в культуру провини століттям античних трагіків». За словами Е. Р. Доддса, герої гомерівських епосів жили в постійному страху громадського осуду. Вони боялися не стільки кари богів, скільки соціального оточення. За словами Бентьєна, соціальна репутація була «найбільшою цінністю, а наклеп — екзистенційною, часто незворотною шкодою». Християнство не можна чітко класифікувати: «У той час, як Старий Заповіт в основі своїй є культурою сорому, Новий Заповіт і сучасне богослов'я, особливо лютеранське богослов'я, базуються більше на культурі провини».
Про те, що елементи культури сорому також відігравали важливу роль у західних суспільствах, свідчать численні дуелі, які відбувалися через порушення честі. Порушена честь, як правило, є елементом сорому.

## Євангельські місіонерські дослідження
Євангельський богослов Томас Ширрмахер (нім. Thomas Schirrmacher) стверджує, що «західний світ зараз переживає кінець найбільш всеосяжної культури провини в історії й рецидив культури сорому, яка базується на чисто зовнішньому сприйнятті людини». У культурі провини «вирішальними є совість і задана шкала, в культурі сорому стандартом є суспільство». Однак кожна культура провини містить елементи культури сорому, і навпаки; суворе розмежування між ними неможливе.
На думку дослідника євангельських місій і богослова Клауса В. Мюллера (нім. Klaus W. Müller), орієнтація провини і сорому виглядає наступним чином:
| провина | сором |
| Початкова точка імпринтингу | Початкова точка імпринтингу |
| --- | --- |
| Невелика кількість впливових осіб, чітко визначених: батьки (нуклеарна сім'я)                                                                                        | Велика кількість впливових осіб (велика родина), неясно визначена: батьки, родичі, незнайомі люди; дух |
| Формування структури поведінкових патернів. | |
| Норми поведінки засвоюються вихованцями, формується свідомість | Норми поведінки засвоюються вихованцями, формується свідомість |
| Прояв соціальних стандартів. | |
| Усередині себе, власне сумління є (внутрішнім) моніторингом стандартів                                                                                               | Інші особи або духи/боги є органами контролю за дотриманням (зовнішніх) стандартів (зовнішні) |
| Реакція у випадку запланованого порушення стандартів | |
| Сигналізують про те, що запланована дія буде стандартним порушенням, тим самим запускаючи захисний механізм.                                                         | Сигналізують про те, що запланована дія буде стандартним порушенням, тим самим запускаючи захисний механізм. |
| Реакція у разі порушення стандартів | |
| Порушення внутрішнього балансу зсередини. Одразу виникає почуття провини, яке водночас сприймається як покарання. Усвідомлюючи це, запускається механізм полегшення. | Порушення внутрішньої рівноваги ззовні у випадку, якщо правопорушення виглядає як порушення норм для інших. Одразу після усвідомлення цього зовнішнього усвідомлення порушення норми виникає почуття сорому, яке сприймається як покарання. Це, в свою чергу, активує захисний механізм, який в основному спрямований проти зовнішнього осуду, за яким слідує механізм полегшення. |
| Наслідки переживання провини та сорому | |
| Функціональна свідомість (супер-его) повертається до внутрішньої рівноваги.                                                                                          | Функціональна совість (супер-его) повертається до внутрішньої рівноваги. |

## Критика
Поділ на культури сорому та провини є суперечливим у соціологічних дослідженнях, не в останню чергу через підсвідомі оцінки.
Юрист і філософ Пол Тідеманн (англ. Paul Tiedemann) описав відмінність у культурах сорому і провини як «дуже проєктивну». Вона ґрунтується на «помилковому» припущенні, що азійські та африканські культури керуються виключно індивідуальністю і не знають інтерналізації цінностей чи совісті. Навіть Бенедикт назвав «перебільшенням» суворе розділення культур сорому і провини. Це правда, що такі цінності, як індивідуальне самовизначення, мають велике значення в західній культурі, а «цінність адаптації та гармонії з цілями й цінностями спільноти підкреслюється в східних культурах». Однак обидві системи цінностей будуть однаково засвоєні.
Щобільше, не можна вважати, що сором у західному світі не слугує санкціонуючим принципом. Навпаки, стратегія сорому відіграє вирішальну роль у дискурсі відновного правосуддя. Саме цю дидактику сорому можна продемонструвати в історії культури вже в європейському театрі Просвітництва.